# Orchard Portman
Orchard Portman est une paroisse civile et un village du Somerset, en Angleterre.